# A+ (EP)
Pour les articles homonymes, voir A+.
Albums de Hyuna
A Talk
(2014) A'wesome
(2016)
Singles
1. Because I'm The Best
Sortie : 21 août 2015
2. Run & Run
Sortie : 14 septembre 2015

A+ est le quatrième mini-album de la chanteuse sud-coréenne Hyuna. Il est sorti en version numérique le 21 août 2015 et en version physique le 24 août. Le titre principal est "Roll Deep" ("잘나가서 그래 / Because I'm The Best" en coréen).

## Promotion
Le 4 juin 2015, il est annoncé que Hyuna est en train de préparer son comeback solo pour juillet. Le 9 août Hyuna met en ligne un trailer pour son 4e mini-album, le trailer a été filmé à Los Angeles, Californie.
Le 11 août, il est annoncé que son 4e mini-album se nommera A+ et qu'il sortira le 21 août.
Le 13 août, il est annoncé que le titre-phare de A+ se nommera "Because I’m the Best" (ou "Roll Deep" pour le marché international). Il sera en collaboration avec Il-hoon du groupe BTOB.
Hyuna commence son cycle de promotions pour l'album au M! Countdown de Mnet le 20 août.

## Liste des pistes
| 1. | Run & Run (Intro)                                  | Hyuna, Seo Jaewoo, Big Sancho                     | Seo Jaewoo, Big Sancho                 | 01:31 |
| 2. | Roll Deep (Because I'm The Best) (ft. Jung Ilhoon) | Seo Jaewoo, Big Sancho, Son Youngjin, Jung Ilhoon | Seo Jaewoo, Big Sancho, Son Youngjin   | 03:22 |
| 3. | Ice Ice (ft. Yuk Ji Dam)                           | Big Sancho, Hyuna, Yook Jidam                     | Seo Jaewoo                             | 03:16 |
| 4. | Get Out of My House (ft. Kwon Jungyeol)            | Big Sancho, Jung Ilhoon, Kwon Jungyeol            | Big Sancho, Jung Ilhoon, Kwon Jungyeol | 03:22 |
| 5. | Serene                                             | Seo Jaewoo, Son Youngjin, Hyuna                   | Seo Jaewoo, Son Youngjin               | 03:42 |

## Historique de sortie
| Pays         | Date         | Format               | Label              |
| ------------ | ------------ | -------------------- | ------------------ |
| Corée du Sud | 21 août 2015 | Téléchargement légal | Cube Entertainment |
| Corée du Sud | 24 août 2015 | CD                   | Cube Entertainment |